# Vysoké Popovice (przystanek kolejowy)
Vysoké Popovice – przystanek kolejowy w Vysokich Popovicach, w kraju południowomorawskim, w Czechach. Znajduje się na wysokości 430 m n.p.m.
Jest zarządzany przez Správę železnic. Na przystanku nie ma możliwości zakupu biletów, a obsługa podróżnych odbywa się w pociągu.

## Linie kolejowe
- 240 Brno - Jihlava